# 야마우치 가케루
야마우치 가케루(일본어: 山内 翔, 2002년 1월 6일~)는 일본의 축구 선수이다.

## 구단 경력
2024년 J1리그의 비셀 고베에 입단하였다.

## 국가대표팀 경력
그는 2019년 FIFA U-17 월드컵에 참가할 일본 U-17 국가대표팀에 발탁되었으며, 2경기에 출전했다.
2022년 아시안 게임에 참가할 일본 U-23 국가대표팀에도 발탁되었으며, 은메달 획득에 기여했다.